# Paepalanthus regelianus
Paepalanthus regelianus är en gräsväxtart som beskrevs av Friedrich August Körnicke. Paepalanthus regelianus ingår i släktet Paepalanthus och familjen Eriocaulaceae. Inga underarter finns listade i Catalogue of Life.